# اتحادیه صنعت ضبط موسیقی سوئد
اتحادیه صنعت ضبط موسیقی سوئد (سوئدی: Grammofonleverantörernas förening) یا به اختصار گی‌ال‌اف (GLF)، سازمانی است که متولی صنعت ضبط موسیقی در کشور سوئد است. این اتحادیه، همچنین جداول رسمی موسیقی سوئد را از سال ۱۹۷۵ میلادی، تهیه و منتشر می‌کند، از جمله فهرست برترین‌های سوئد (آلبوم موسیقی و تک‌آهنگ‌ها). این جداول بر پایهٔ آمار فروش آلبوم‌ها و تک‌آهنگ‌ها، چه نسخهٔ فیزیکی آنها و چه نسخهٔ دیجیتال یا رسانه جاری آنان تهیه می‌شود.
برخی اعضای این اتحادیه عبارتند از: بونییر، ئی‌ام‌آی سوئد، سونی بی‌ام‌جی، گروه موسیقی یونیورسال و گروه موسیقی وارنر.
از سال ۱۹۸۶، این اتحادیه مدیریت و تهیه «فهرست برخط گراموتکس» را هم بر عهده دارد که اینک دربرگیرندهٔ بیش از ۱۰۰٬۰۰۰ عنوان است و برای توزیع‌کنندگان و فروشگاه‌های موسیقی که حقِ عضویت پرداخت می‌کنند، در دسترس است.